# Alois Düll
Alois Franz Düll  fue un escultor austriaco , nacido el 28 de junio de 1843 en Viena, y fallecido el 13 de marzo de 1900 en la misma ciudad.

## Obras
Es el autor de una estatua de la Virgen María que se erige sobre la puerta principal de la Iglesia católica de San Antonio de Padua (Antonskirche ) de Viena.

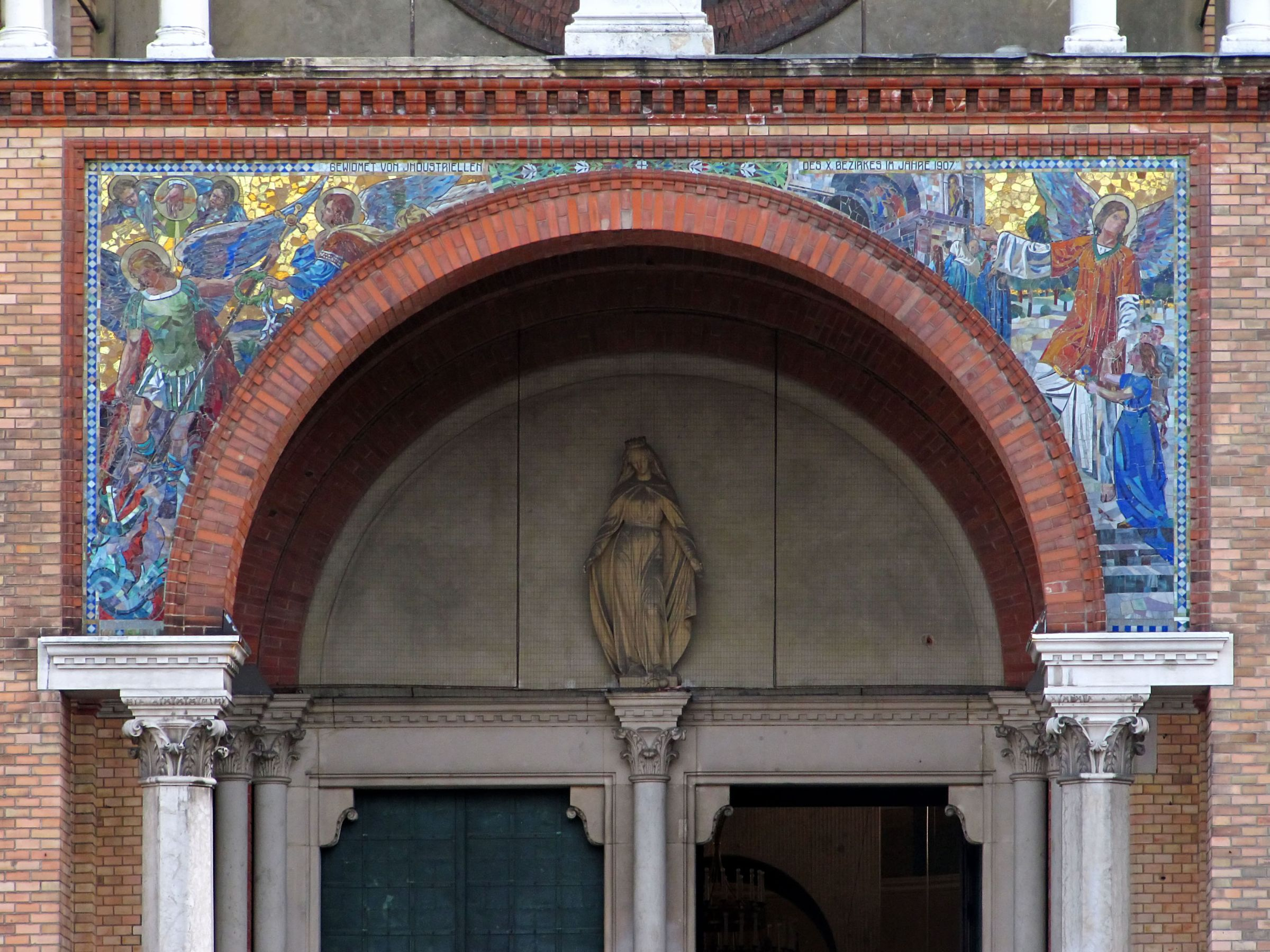
Viena, estatua de la Virgen María en el atrio del pórtico de entrada de la Iglesia de San Antonio (Antonskirche), Antonsplatz, Viena
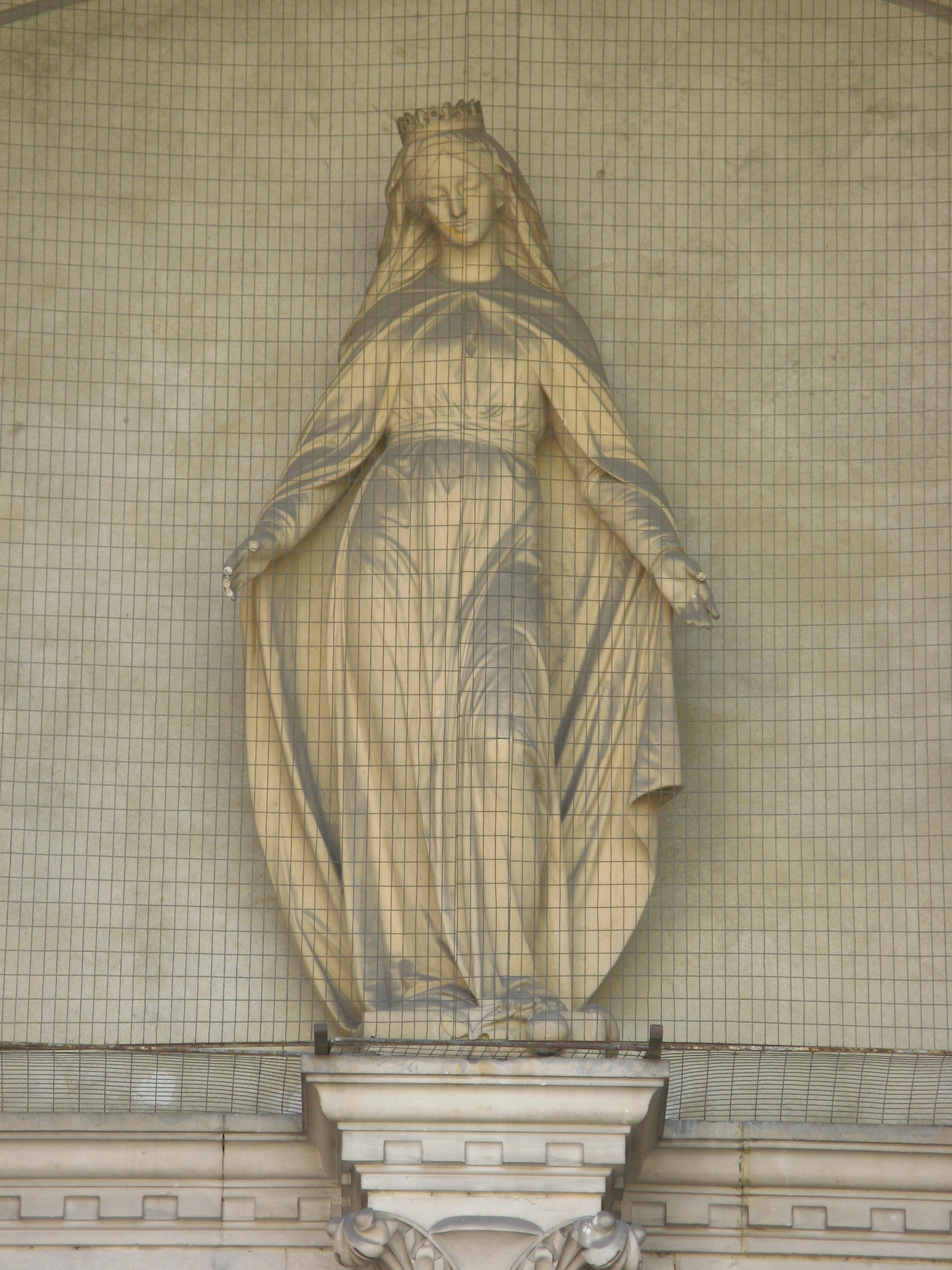
La estatua protegida por una red.

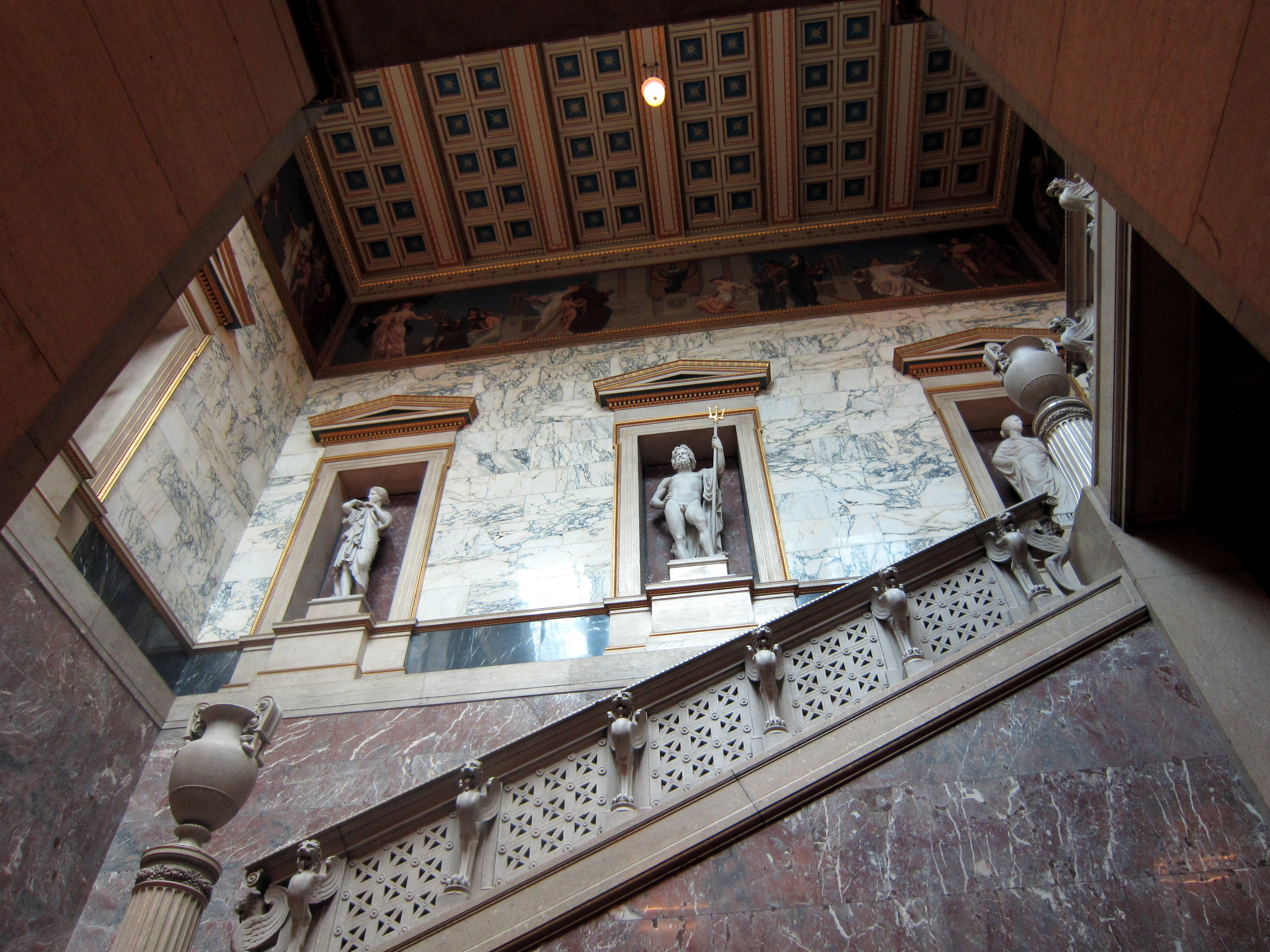
Escalera del Parlamento Austriaco: de izquierda a derecha: Artemisa, Neptuno y Demeter.

También es autor de un busto tallado en mármol del jurista vienés Joseph Freiherr von Sonnenfels.,
En el Edificio del Parlamento Austriaco de Viena se conservan tres esculturas de Düll:
- La estatua de Artemisa, que junto a otras estatuas adorna la gran escalera[5]
- La estatua de Demeter , que junto a otras estatuas adorna la gran escalera[6]
- La estatua de Polibio sentado, en el exterior del edificio[2]